# Звукоулавливатель
Звукоулавливатель — акустическое устройство обнаружения источников звука, а также определения пеленга на этот источник. Устройства военного назначения были разработаны во время Первой мировой войны для определения пеленга на действующие вражеские орудия. Принцип работы базировался на бинауральном эффекте от принимаемых звуков, усиленных рупорами Устройства получили широкое распространение. во время Второй мировой войны для обнаружения самолётов в облачную погоду или ночью. В прожекторных войсках звукоулавливателели-пеленгаторы использовались в станциях-искателях (прожекторах, сихронносопряжённых со звукоулавливателями). В СССР в 1930-е годы выпускались звукоулавливатели ЗП-2 с четырьмя коническими рупорами диаметром 40 см, ЗТ-3, ЗТ-4 и ЗТ-5 с рупорами прямоугольного сечения. После появления радиолокации и в связи с увеличением крейсерских скоростей самолётов, звукоулавливатели в значительной степени устарели, и были заменены в ПВО радиолокационными станциями.

## Галерея

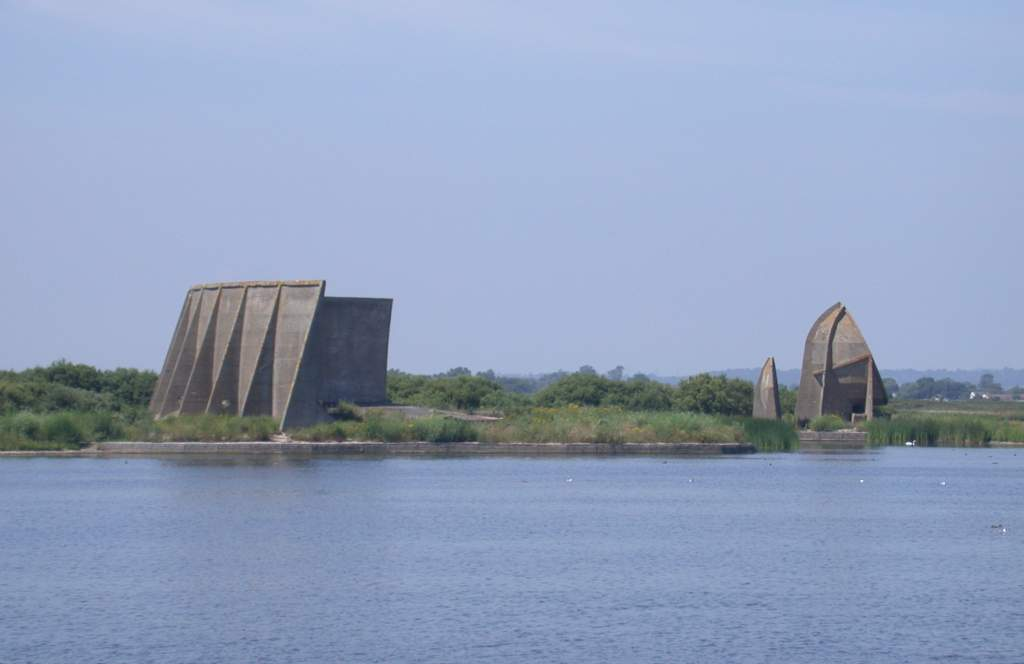
Английские стационарные звукоулавливатели 1920-х годов. Слева — изогнутая железобетонная стена длиной 60 м, справа — железобетонные тарелки диаметром 9 м и 6 м
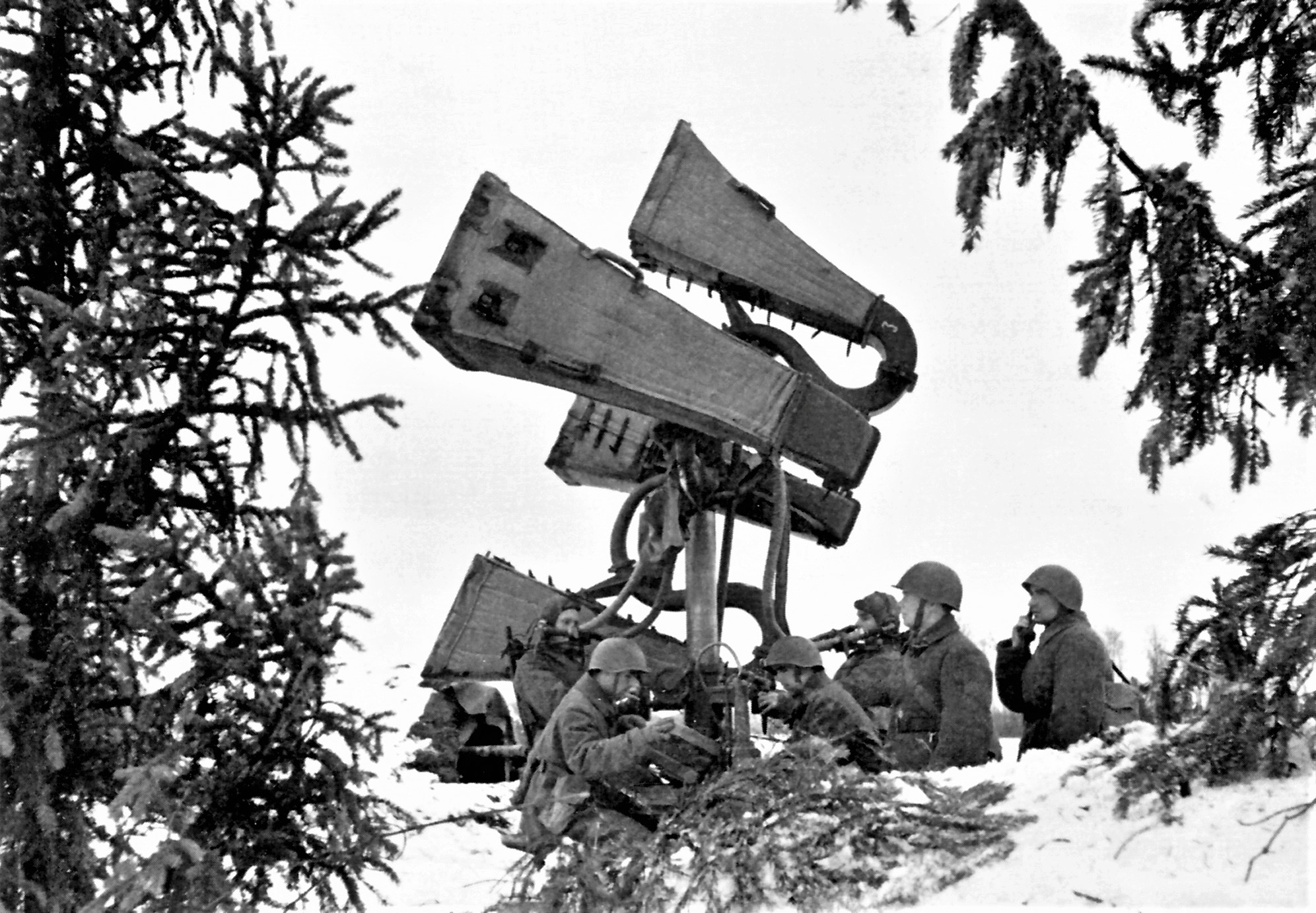
Советский ЗТ-5. 1941 год
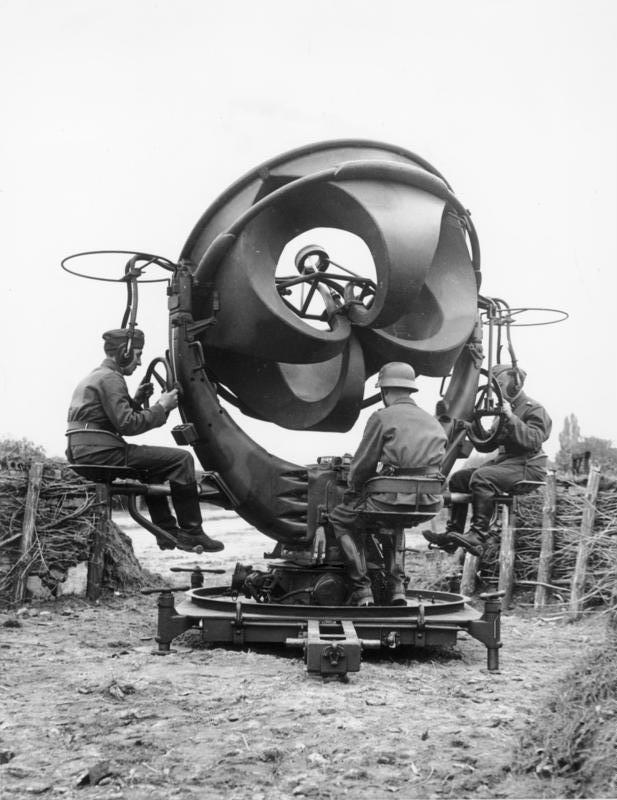
Звукоулавливатель ПВО вермахта с кольцевым расположением акустических воронок, приданный зенитным орудиям. Берлин, 1939 г.